# Allobates insperatus
Allobates insperatus är en groddjursart som först beskrevs av Morales 2002.  Allobates insperatus ingår i släktet Allobates och familjen Aromobatidae. IUCN kategoriserar arten globalt som livskraftig. Inga underarter finns listade i Catalogue of Life.